# Jonschwil
Jonschwil est une commune suisse du canton de Saint-Gall, située dans la circonscription électorale de Wil.

## Monuments et curiosités
Le château de Schwarzenbach, déjà mentionné en 1221, est situé au nord de Jonschwil. Dès 1483, il fut la résidence des baillis du couvent de Saint-Gall. Sa rénovation date de 1960.
L'auberge Rössli est une construction à madriers érigée en 1732 sur une cave médiévale. Sa salle est décorée de peintures murales néo-classiques.